# Танганика (страна)
Вижте пояснителната страница за други значения на Танганика.
Танганика или Танганайка е област, бивша колония и държава в Източна Африка, разположена източно от едноименното езеро, в континенталната част на Танзания. Просъществува като самостоятелна държава от 9 декември 1961 до 26 април 1964 година, когато заедно с получилата независимост през 1963 година бивша английска колония Занзибар се сливат в Танзания.
През 1880-те години Танганика е включена в колониалното владение на Германия, наречена Германска Източна Африка. По време на Първата световна война на територията на Танганика се водят сражения между германските войски, водени от Паул фон Летов-Форбек, и силите на Антантата. След поражението на Германия във войната и разпада на германската колониална империя Великобритания получава мандат от Обществото на народите за управление на територията, която официално получава името Танганика.
След Втората световна война Танганика става територия на ООН под британско управление. През този период се изграждат местни институции на самоуправление. През 1961 г. страната получава независимост. Пръв премиер, впоследствие и президент на Република Танганика, е Джулиус Ниерере.
На 26 април 1964 г. Танганика се обединява със Занзибар, който за кратко – до 12 януари 1964 г., е конституционна монархия, управлявана от султан. Името на новата държава е Обединена република Танганика и Занзибар, което на 29 октомври същата година е променено на Обединена република Танзания. Названието Танзания на общата държава се образува от първите срички от названията на съставилите я бивши държави.